# 마다가스카르흰따오기
마다가스카르흰따오기(학명: Threskiornis bernieri)는 사다새목 저어새과 따오기아과에 속한 새이다.